# Altan Khan
Altan Khan (1507-1582)  was de heerser van de Tümed, een Mongoolse stam. Hij was een rechtstreekse nazaat van Dzjengis Khan (1162-1227). Altan Khan wist het grootste deel van de oostelijke Mongolen onder zijn gezag te verenigen.

## Achtergrond
Altan Khan was de tweede zoon van de keizer Barsbolad Jinong Khan van de Noordelijke Yuan-dynastie en de kleinzoon van de keizer Dayan Khan. Na het overlijden van de laatste  werd het door hem gecreëerde rijk  verdeeld in apanages onder zijn negen zonen. In toenemende mate werd daarbij het gebied van de Chahar-Mongolen, het grootste deel van de huidige Chinese provincie Binnen-Mongolië, het persoonlijke apanage van de keizer. De leiders van de apanages fungeerden in de praktijk als de facto gelijken van de keizers. De keizer was  dan ook in de tijd van Altan Khan bekend onder de naam Keizer van de Chahar-Mongolen.
Altan Khan verenigde het grootste deel van de oostelijke Mongolen onder zijn gezag. Hij dwong zijn neef de keizer (khagan) Darayisung Gödeng Khan (1520-1557) om met het hele volk van de Chahar-Mongolen naar het oosten te vluchten. In 1551 kwam er een compromis tot stand. Altan Khan erkent het nominale gezag van Darayisung Gödeng Khan als khagan die hem de titel Geegen Khan, de Schitterende, gaf.
Het aan Altan Khan verloren gebied moest hij echter voor een deel prijsgeven en zijn hof nog verder naar het oosten verplaatsen, waardoor dat in het oosten van de huidige Chinese provincie Binnen-Mongolië kwam te liggen, direct grenzend aan het gebied van de Mantsjoes.

## De relatie  met de Ming-dynastie
In het begin van zijn regeerperiode zocht Altan Khan  naar mogelijkheden voor handel met het rijk van de Chinese Ming-dynastie.
Een belangrijk instrument in dit beleid waren de tribuutmissies. Voor de Mongoolse stammen was dit de enige mogelijkheid om met enige regelmaat handel te kunnen drijven in het Chinese binnenland en de Chinese grenssteden. Vanuit de Chinese optiek waren het missies, waarbij vertegenwoordigers van volken aan de periferie van het rijk de gelegenheid kregen om de suprematie van de Chinese keizers te erkennen. De verblijfskosten van de missies werden  voor een belangrijk deel ook gefinancierd door de Chinese gastheren. De omvang en frequentie van die missies, dus in wezen ook het potentiële reguliere handelsvolume, werd dan ook door de Chinezen bepaald.
Altan Khan was voortdurend ontevreden over de mogelijkheden voor handel die hij kreeg. Gedurende het hele decennium tussen 1540 en 1550 voerde hij rooftochten langs de Chinese grens uit. De Ming antwoordden hier vooral op door het aanbrengen van verdere versterkingen voor garnizoenen langs en bij de Chinese Muur. In 1550 wist Altan Khan de versterkingen te ontwijken en tot aan de muren van Peking te komen. Door deze druk gingen de Chinezen akkoord met het toestaan van handel in een aantal grenssteden. Kort daarop kwamen de Chinezen op die toezegging terug. Het resultaat was, dat er opnieuw twee decennia van Mongoolse rooftochten aan de grens en dieper in het binnenland zouden plaatsvinden.
Rond 1570 kreeg echter een meer pragmatisch beleid de overhand. In 1571 werd een overeenkomst gesloten. In deze overeenkomst zag Altan Khan af van rooftochten en invasies in China. Er werden een aantal marktplaatsen geopend voor de handel. Missies naar Peking werden één keer per jaar mogelijk voor een gezelschap van 150 mensen. Chinese handelaren en ambtenaren die daarmee belast waren, reisden in groten getale naar de grens en verkochten zijde, bont, graan en metaalwaren, zoals keukengereedschap, en kochten vooral paarden.
De Chinese keizer Wanli(1563-1620) verleende Altan Khan de titel Shunyi Wang' (Gehoorzame en rechtvaardige Prins). Aan 63 andere Mongoolse prinsen werden eveneens protocollaire titels gegeven. Altan Khan leverde een aantal Chinezen, die voor hem hadden gewerkt als deserteurs aan het Chinese gezag uit.
Altan Khan was dan ook verder gevorderd dan zijn voorgangers in de 15e eeuw. Het feit, dat hij onder meer Chinezen had gerekruteerd om hem te assisteren in de organisatie van een bestuur over een rijk dat meerdere stammen omvatte is een bewijs daarvan. Hun administratieve en financiële deskundigheden gaven Altan Khan de mogelijkheid om een idee van iets als een Mongoolse staat te trachten te realiseren. Altan Khan bouwde ook een hoofdstad, Köke qota, nabij het huidige Hohhot, waar na zijn bekering tot het Tibetaans boeddhisme ook een aanzienlijk aantal tempels gerealiseerd werden.

## Bekering tot het Tibetaans boeddhisme en alliantie met de gelug-traditie

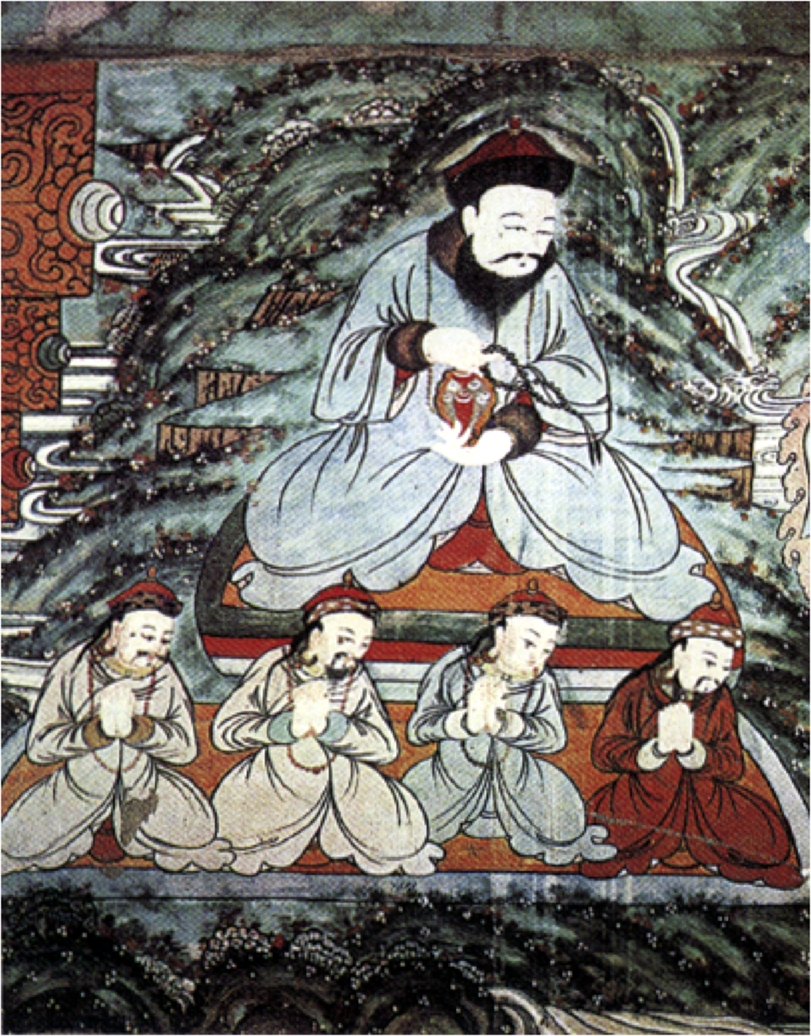
Altan Khan in een boeddhistisch icoon

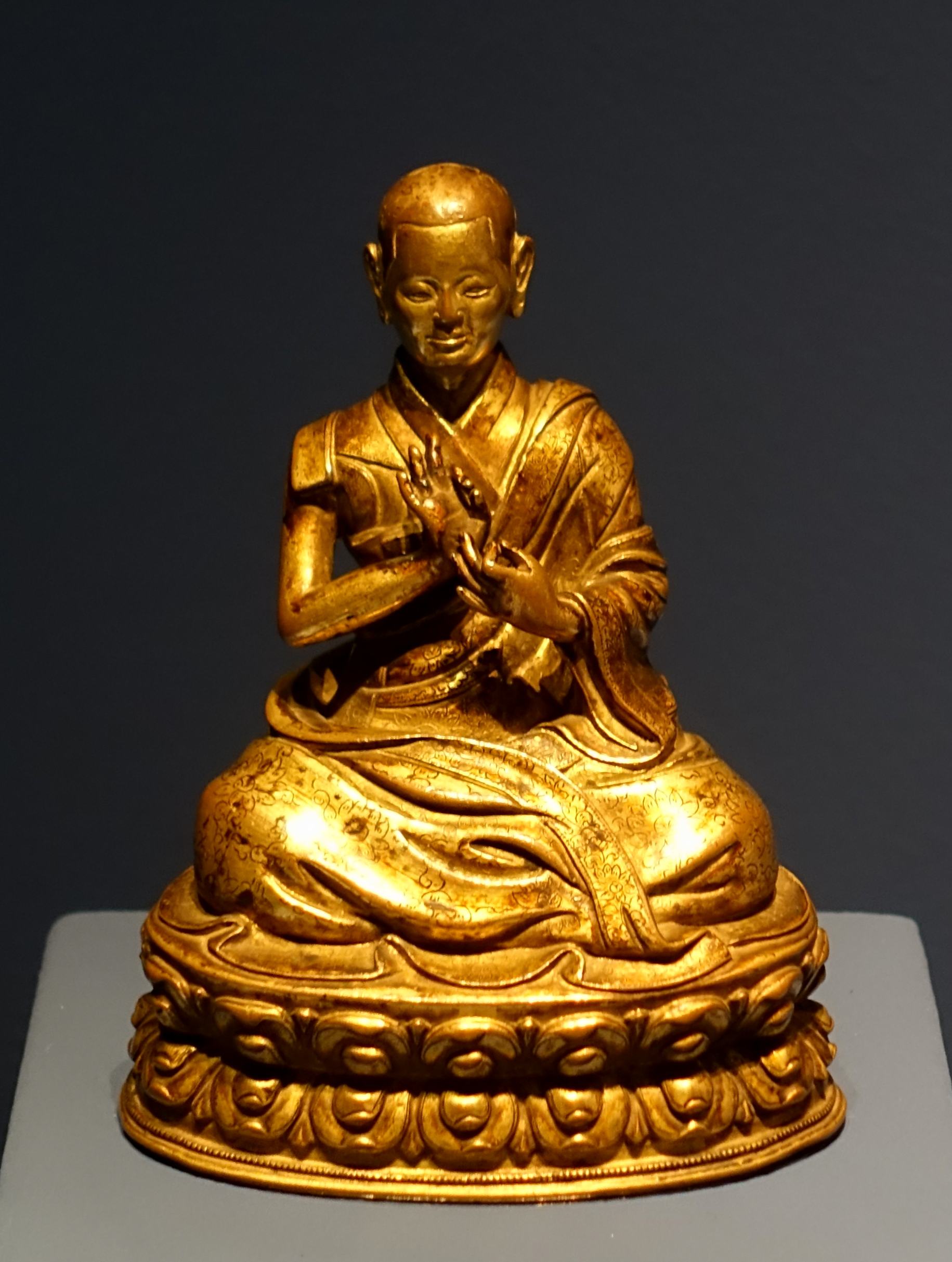
Sönam Gyatso

Altan Khan is dan ook vooral  bekend vanwege het feit, dat hij de eerste belangrijke Mongoolse heerser is geweest, die zich bekeerde tot het Tibetaans boeddhisme. Zoals meerdere Mongoolse heersers na hem, moet hij zich gerealiseerd hebben, dat er meer dan militaire kracht noodzakelijk was om zijn veroveringen een meer blijvend karakter te geven. Naarmate het rijk verder expandeerde werd de behoefte aan een meer professioneel bestuur groter. Dat vereiste in ieder geval een zekere vorm van geletterdheid, die de sjamanen van de oude, animistische religie niet konden leveren. De uitbreiding van het rijk, waardoor Altan Khan ook het gezag kreeg over andere etnische stammen dan de Tümed maakte een vorm van een  wetgeving noodzakelijk, die uitsteeg boven die van de gebruiken in een tribale samenleving. 
Het boeddhisme met opgeleide geleerden, zijn methodes van vertalingen, de aanwezigheid van bibliotheken in kloosters had daarbij veel meer mogelijkheden dan het sjamanisme.
Tibetaanse missionarissen waren al decennia actief in diverse Mongoolse gebieden. Na een eerste uitnodiging van Altan Khan te hebben  afgeslagen arriveerde Sönam Gyatso, (1543-1588)de belangrijkste lama van de gelugtraditie in 1578 aan zijn hof. Hij predikte daar het boeddhisme en Altan Khan en zijn hof bekeerden zich daartoe.
Altan Khan gaf Sönam Gyatso de titel prachtige Vajradhara, goede, briljante, prijzenswaardige oceaan, afgekort tot oceaan lama dan wel dalai lama. Het is overigens een titel die in Mongoolse bronnen al in de 13e eeuw te vinden valt als Oceaan Khan.
Een meer triviale verklaring is dat de naam Gyatso in Sönam Gyatso in het Tibetaans ook oceaan betekent. Altan Khan zou bij een eerste begroeting Sönam Gyatso met de Mongoolse vertaling van zijn naam aangesproken kunnen hebben. Dat leidde tot dalai lama. Sönam Gyatso gaf  Altan Khan de titel Dharmaraja, Grote Brahma van de Goden. Ook andere personen uit de Mongoolse adel werden door Sönam Gyatso van een titel voorzien.
Het is onduidelijk, waarom het bezoek van juist de belangrijkste lama van de gelug tot de toekomstige vergaande consequenties leidde. Uit de literatuur wordt duidelijk, dat ook andere lama's vanuit andere tradities regelmatig een bezoek aan Altan Khan brachten. Het is bekend dat Gyalpo Künga Tashi van de kagyütraditie twee maal een bezoek aan de Altan Khan bracht. Ook tijdens deze reis werden plechtige titels aan elkaar geschonken. Ook na 1578 bleef de Altan Khan lama's vanuit andere tradities ontvangen. Een verklaring zou kunnen zijn, dat de karmapa, het hoofd van de kagyütraditie, in die periode duidelijk de meest invloedrijke en machtigste tulku van het Tibetaans boeddhisme, nauwe banden had met de Chinese Ming-dynastie. Om zijn onafhankelijkheid van die dynastie te profileren zou Altan Khan voor de relatie met de belangrijkste tulku van de gelug hebben gekozen.
Met deze alliantie begon de connectie tussen diverse Mongoolse stamfederaties en met name de gelug-traditie van het Tibetaans boeddhisme, die in de geschiedenis van Tibet tot aan het midden van de 18e eeuw zou voortduren. Aan het eind van de 16e eeuw zou het onder meer leiden tot de - omstreden - selectie van Yönten Gyatso, (1589-1616) een achterkleinzoon van Altan Khan tot de vierde dalai lama.
Een vaak beschreven element in de ontmoeting met Altan Khan is het veronderstelde feit, dat Sönam Gyatso Altan Khan tot de reïncarnatie van Koeblai Khan (1215-1294) verklaarde en Altan Khan Sönam Gyatso tot de reïncarnatie van Phagspa (1235-1280). Op basis hiervan zou dan de veronderstelde patroon-priesterrelatie van de 13e eeuw herbevestigd worden in die tussen Sönam Gyatso en Altan Khan.
Er zijn Mongoolse bronnen over de ontmoeting met Sönam Gyatso bewaard gebleven. Op basis daarvan komen hedendaagse historici dan ook tot de conclusie dat dit onderdeel van hun ontmoeting in feitelijke zin niet heeft plaatsgevonden. Dit is in strikt historische zin een fictie die door de vijfde dalai lama ruim 70 jaar later is toegevoegd aan zijn biografie over Sönam Gyatso en daarna onderdeel van de mythe is geworden.

## Verval van de macht van de Tümed
Uiteindelijk bleek, dat toch ook de macht van Altan Khan vooral een persoonlijke te zijn, afhankelijk van zijn eigen initiatief en ondernemingsdrang. Na zijn dood in 1582 nam de invloed van de Tümed sterk af. Die van de Chahar-Mongolen beleefde in hun nieuwe gebieden een tijdelijke opleving. Het hoogtepunt en de val daarvan zou plaatsvinden tijdens de periode van Ligdan Khan (1592-1634), de laatste keizer van de Noordelijke Yuan-dynastie.